# Großes Walsertal
Großes Walsertal (eller Großwalsertal) er en 25 km lang dal i delstaten Vorarlberg i Østrig. Dalen grænser op til Bregenzerwald, og bækken Lutz flyder igennem den.
Dalens 6 kommuner (Thüringerberg, Sankt Gerold, Blons, Fontanella, Sonntag og Raggal) ligger i distriktet Bludenz, stort set alle på den solvendte skråning, kun Raggal ligger syd for Lutz. Indbyggertallet er samlet 3500, og dalen er dermed ret tyndt befolket.

## Biosfærereservat Großes Walsertal
Kommunerne slog sig sammen for at danne et biosfærereservat, den første naturpark i Vorarlberg. Indenfor UNESCOs "Menneske og biosfære"-program er det en enestående administrativ konstruktion.
Biosfærereservatets hjerte er Faludrigatal, en sidedal til Marultal, som igen er sidedal til Großes Walsertal. Visse områder, som denne, kan kun ses til fods.

## Kultur, seværdigheder og turisme
Til gengæld er vandrestierne ud fra for eksempel byen Raggal velplejede, og Kellaspitze, Hoher Fraßen, Gamsfreiheit og Rote Wand ("den røde mur") har markerede vandreveje. Kellaspitze og Rote Wand er det nødvendigt med en smule let klatring.
Hvert andet år har der siden 2004 været afholdt kulturfestivallen Walserherbst. Derudover er Großes Walsertal del af Österreichischer Alpenvereins program om bæredygtig turisme.
Af yderligere seværdigheder kan nævnes:
- Puppenmuseum Blons – museum med legetøj og børnebøger fra 1860 til 1960
- Borgruin Blumenegg – ved Thüringerberg
- Lasanggabrücke (ved Raggal) – bygget i 1789 og den sidste tilbageværende træbro i Großes Walsertal